# هاينس أنير
هاينس أنير (بالإستونية: Hannes Anier)‏ هو لاعب كرة قدم إستوني في مركز الهجوم، ولد في 16 يناير 1993 في تالين في إستونيا. شارك مع منتخب إستونيا تحت 16 سنة لكرة القدم ‏ ومنتخب إستونيا تحت 19 سنة لكرة القدم ومنتخب إستونيا تحت 21 سنة لكرة القدم ومنتخب إستونيا تحت 23 سنة لكرة القدم ومنتخب إستونيا لكرة القدم. أما مع النوادي، فقد لعب مع إرتسغيبيرغه آوه ونادي أودنسه ونادي فلورا.

## وصلات خارجية
- هاينس أنير على موقع اتحاد إستونيا (الإنجليزية)
- هاينس أنير على موقع قاعدة بيانات كرة القدم.إي يو (الإنجليزية)
- هاينس أنير على موقع ناشيونال فوتبول تيمز (الإنجليزية)
- هاينس أنير على موقع Soccerbase.com (لاعب) (الإنجليزية)
- هاينس أنير على موقع Soccerway.com (الإنجليزية)
- هاينس أنير على موقع عالم كرة القدم.نت (الإنجليزية)